# Magat-Stausee
Der Magat-Stausee ist eine große Talsperre am Fluss Magat auf den Philippinen. Der Staudamm zählt mit 114 Metern Höhe und 4160 Metern Länge zu den größten in Südostasien.

## Staudamm
Das Staudamm liegt auf dem Gebiet der Gemeinde Ramon in der Provinz Isabela auf Luzon. Er dient der Bewässerung von 85.000 Hektar Landfläche, dem Hochwasserschutz und der Stromerzeugung. Der Stausee fasst etwa 993 Millionen Kubikmeter, ist 117 Quadratkilometer groß und maximal 193 Meter tief.
Der Staudamm ist 114 Meter hoch und besteht aus Steinschüttmaterial. Die Planung und Konstruktion begann 1975. Die eigentlichen Bauarbeiten begannen 1980 und dauerten bis 1983. Die Talsperre verfügt über eine Hochwasserentlastung mit vier voneinander unabhängigen Verschlüssen, um ein Überströmen des Dammes zu verhindern. Der Zufluss wird von der National Irrigation Authority (NIA) kontrolliert und damit die Stauhöhe des Sees von ihr festgelegt. Das Bewässerungssystem, das durch den Stausee gespeist wird, versorgt die landwirtschaftlichen Betriebe in den Distrikten I bis IV in der Provinz Isabela.

## Wasserkraftwerk

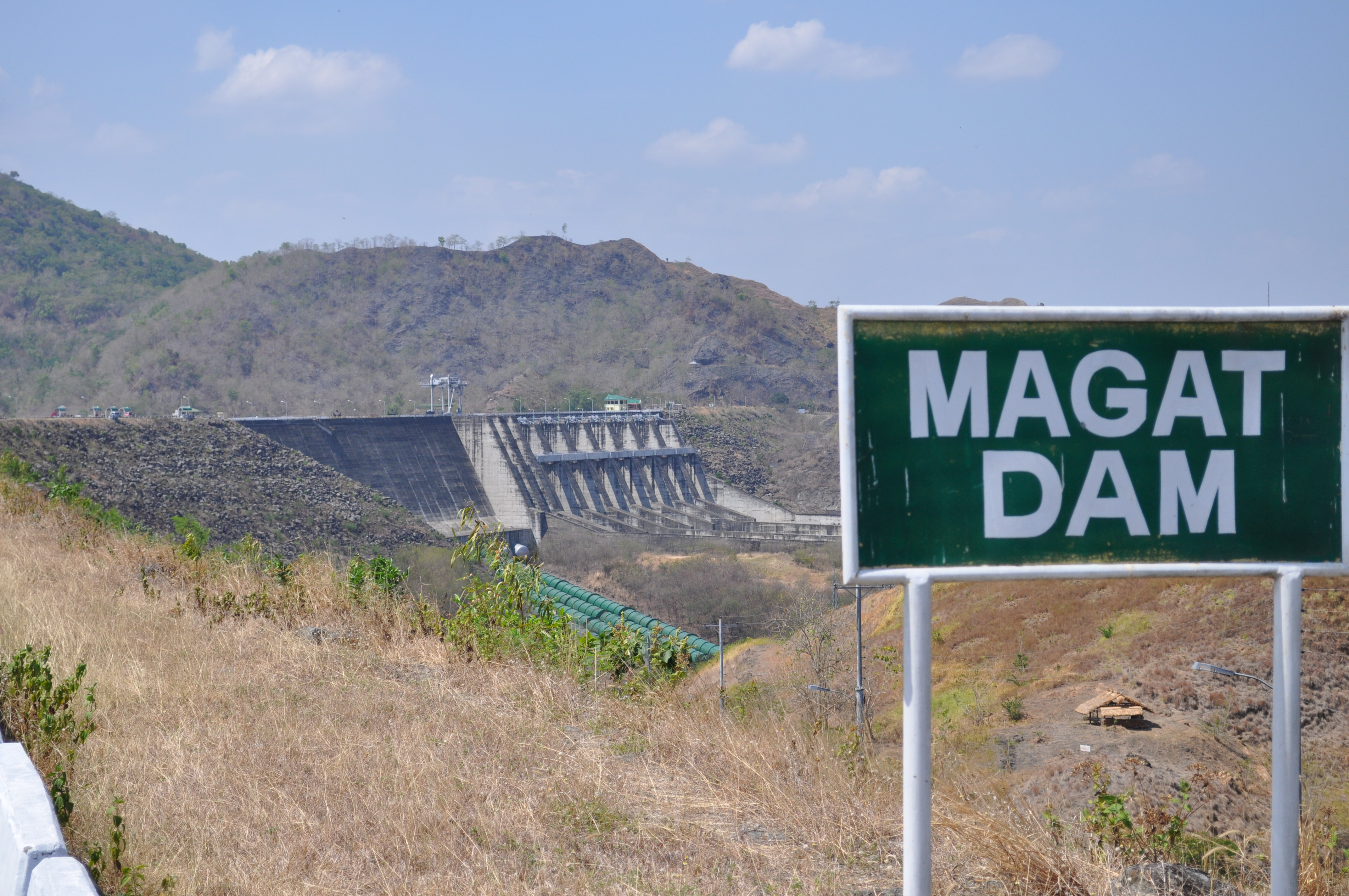
Der Staudamm des Magat-Stausees

Das Wasserkraftwerk erzeugt eine Leistung von 381 Megawatt und ist als Spitzenlastkraftwerk ausgelegt. Es wurden vier Turbinen eines französischen Herstellers mit jeweils einer Nennleistung von 90 Megawatt installiert. Diese laufen im Jahr im Durchschnitt in dreihundert Arbeitsläufen und erzeugen zusammen 929 Gigawatt elektrischen Strom im Jahr. Das Wasserkraftwerk wurde 2007 privatisiert und befindet sich im Besitz des Joint-Venture-Unternehmens SN Aboitiz Equity Ventures, an dem zu jeweils 50 Prozent die norwegische SN Power und die philippinische Aboitiz Equity Ventures beteiligt sind.